# Černá kočka (film, 1968)
Černá kočka (japonsky 藪の中の黒猫, Jabu no naka kuroneko, doslova „Černá kočka v houštině“, jabu no naka znamená idiomaticky „záhadná“) je japonský černobílý historický filmový horor režiséra Kaneta Šindóa z roku 1968, produkovaný studiem Kindai Eiga Kjókai, které založil, ve spolupráci se studiem Nihon Eiga Šinša. V hlavních rolích se představili Kičiemon Nakamura II., Nobuko Otowaová a Kiwako Taičiová. Ústředními motivy jsou pomsta a tragická láska, nadpřirozeným elementem jsou pomstychtiví duchové onrjó ve formě koček bakeneko, které se dokážou proměnit v lidi. Jde tedy o jeden z filmů podžánru kaibjó eiga o krvelačných kočkách. Vizuálně i námětem vychází z her nó a kabuki a odkazuje na několik příběhů japonského folklóru. Film měl být mimo Japonsko promítán na zrušeném ročníku filmového festivalu v Cannes.

## Děj
Film je zasazen do turbulentního období válčících států, charakterizovaného vládou místních warlordů. Tlupa rabujících samurajů vtrhne do skromného obydlí v bambusovém háji nedaleko brány Rašómon u Kjóta, kde znásilní a zabijí mladou Šige (Kiwako Taičiová), jejíž manžel Hači (Kičiemon Nakamura II.) byl odveden do války, a její tchyni Jone (Nobuko Otowaová), načež chýši zapálí. V doutnajícím spáleništi se objeví černá kočka a začne z ohořelých těl olizovat krev. V lesíku začnou nevysvětlitelně umírat samurajové, které v noci od brány láká dívka v urozeném šatu do honosného sídla, kde jim starší žena nabídne jídlo a sake, dívka je svede a v loži zavraždí a vysaje jim krev, zatímco žena ve vedlejší místnosti tančí po vzoru nó. O tři roky později Hači pod jménem Jabu no Gintoki porazí v bitvě generála a jako jediný přeživší se vrací s jeho hlavou k místnímu daimjóovi Minamoto no Raikóovi (Kei Sató), který z něj učiní samuraje a svého pobočníka a dá mu za úkol vypořádat se s přízraky v bambusovém háji. Místo svého domu nachází trosky a od farmáře (Taidži Tonojama) se dozvídá, že od velkého požáru Kjóta jeho manželku a matku nikdo neviděl.
V noci se nechá od brány Rašómon také odvést a vyptává se žen na svou rodinu, kterou mu připomínají. Dvojice mu nemůže odpovědět kvůli dohodě s bohy pomsty, podle které mají výměnou za návrat na svět zabíjet všechny samuraje, tedy včetně něj. Hači si po celou dobu není jistý, jde-li skutečně o jeho manželku a matku, nebo na sebe démoni vzali jejich podobu. Šige jej nedokáže zabít a po sedm nocí se s ním miluje, čímž porušila přísahu a byla uvržena do pekla. Když to Hači zjistí, touží sám po pomstě, ale matka mu stále nemůže říct pravdu. Raikó je netrpělivý, nevěří, že jeho samurajové jsou nenáviděni a přikáže Hačimu, aby se zbavil i druhé nestvůry, nebo čelil popravě. Řádění Jone pokračuje a po několika dnech Hači svou matku u brány konfrontuje. Ta mu řekne, že jej chtěla ještě jednou vidět a bude moci pokojně odpočívat, pokud jí v domě přečte sútru. Cestou bambusovým hájem Hači uvidí v odrazu její skutečnou podobu a rozhodne se ji zabít. Dokáže jí ale pouze useknout ruku, která se promění v černou kočičí tlapu. Raikó mu poradí k zapuzení démona strávit sedm dní o samotě ve svatyni, provádět očistu a obětovat. Matka ke svatyni přijde a prosí o navrácení tlapy, bez které nedokáže zabíjet samuraje a chřadne. Hači má výčitky, ale odolá. Poslední noc se Jone vydává za císařovo médium, přelstí Hačiho a se znovunabytou silou jej se slzami v očích přemůže a odletí pryč. Zoufalý Hači ji následuje do přízračného domu, který se promění ve spáleniště a Hači padá mrtev.

## Obsazení
| Kičiemon Nakamura II. | Hači / Jabu no Gintoki |
| Nobuko Otowaová       | Jone                   |
| Kiwako Taičiová       | Šige                   |
| Kei Sató              | Minamoto no Raikó      |
| Hideo Kanze           | japonský císař         |
| Taidži Tonojama       | farmář                 |

## Výklad
Příběh vychází z dramatu nó Rašómon a navazující hry kabuki o Ibaraki-dódžim a podobá se také několika příběhům ze sbírky Ugecu monogatari Akinariho Uedy a variaci na Příběh rodu Taira Curudži no maki. Pravděpodobnou inspirací pro postavu Gintokiho byl lidový hrdina Kintaró, který přijal jméno Sakata no Kintoki. Podobně jako rákos v Šindóově filmu Onibaba z roku 1964 je v Černé kočce důležitým prvkem bambus. V rozhovoru v roce 1975 režisér uvedl, že ohraničují svět prostých lidí, do kterého přes porost vládnoucí třída nevidí. Brána Rašómon je rovněž důležitým předělem mezi měšťany a prostým obyvatelstvem. V japonských příbězích byli pomstychtiví duchové za života většinou bezmocné oběti, často ženy. Stejně tak se v kočky mění výhradně ženy a ženská sexualita je nástrojem lidožravých obryň oni k přemožení hrdinů. Doug Cummings si v recenzi všímá toho, že duchové nejprve nezabíjí samuraje při první příležitosti, ale nechají je, aby za jejich skonem stála touha po jídle, pití a sexu, které vedla k smrti žen. Podle Barbary Creedové nejsou proměněné ženy v hororech silnými postavami, ale spíše manifestací mužského strachu. Filmový historik Donald Richie je popisuje jako „vymyšlené muži, pro muže“ a Susan Napierová uvádí, že účinnost jejich proměny je důkazem nízkého postavení žen v pevné hierarchii. Transformace Šige a Jone není pouze z ženy na kočku ale také třídní, z rolnic na šlechtičny. Jejich pomsta se neomezuje pouze na ty samuraje, kteří je zabili, čímž se mstí celému paternalistickému Japonsku. Šige je archetypem trpící ženy, která sebeobětováním naplňuje konfuciánský princip „poslušná žena, moudrá manželka“ což je v kontrastu s matkou, která v zabíjení pokračuje.